# Brancacci-kápolna

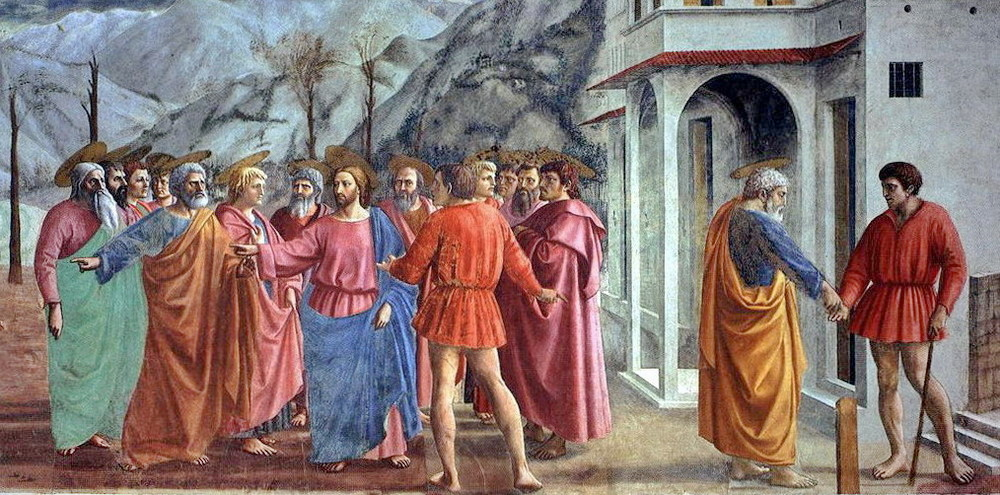
Az Adógaras, Masaccio freskója

A Brancacci-kápolna Firenze egyik nevezetessége. A Santa Maria del Carmine templomban található. A karmelita templom eredeti épülete a 13. században épült, de 1771-ben szinte teljesen leégett, ekkor épült meg a ma látható barokk épület. Az eredeti templomból csupán a Corsini- és Brancacci-kápolnák maradtak meg.

## Története

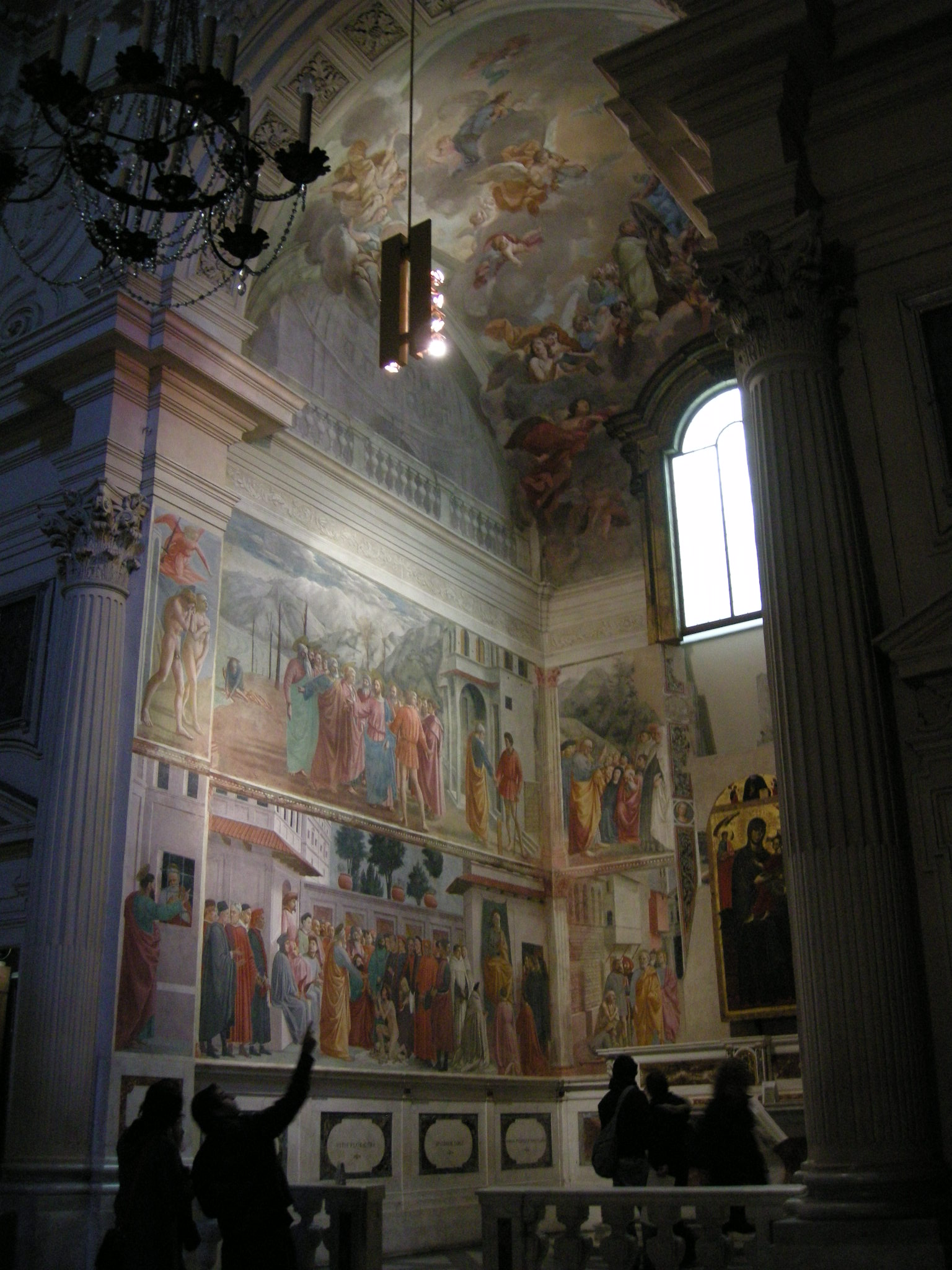
A kápolna belső terének részlete

A kápolnát Felice Brancacci kereskedő megrendelésére építették. A kápolna freskókkal való kifestésére Masolino kapott megbízást 1425-ben, de a Jézus életéről szóló freskósorozat több képét tanítványa, Masaccio festette, majd ennek halála után Filippino Lippi fejezte be. A kápolna ma erről a freskósorozatról a legismertebb. Egy legenda szerint Michelangelo és Pietro Torrigiano ezek előtt a freskók előtt veszett össze úgy, hogy Torrigiani betörte Michelangelo orrát.

## A freskók

### Adógaras
Az Adógaras a kápolna leghíresebb freskója. Masaccio festette az 1420-as években, méretei 247 cm × 597 cm.

## Külső hivatkozások
- A templom[halott link] (angolul) és (olaszul)
- A Lonely Planet kritikája (angolul)